# Peperomia terebinthina
Peperomia terebinthina är en pepparväxtart som beskrevs av G.Mathieu. Peperomia terebinthina ingår i släktet peperomior, och familjen pepparväxter. Inga underarter finns listade i Catalogue of Life.